# Strage di Cumiana
La strage di Cumiana avvenne il 3 aprile 1944 ad opera di un reparto del 7º Battaglione Milizia Armata (inquadrate qualche mese più tardi nel 29. Waffen-Grenadier-Division der SS).

## Gli avvenimenti
Il 5 febbraio 1944 la legione SS italiana fu trasferita in Piemonte e il generale Peter Hansen, dal comando di Torre Pellice, fece subito affiggere in giro dei manifesti in cui spiegava che i suoi reparti si trovavano in zona per l'addestramento in previsione di trasferirsi al fronte. In seguito a Bobbio Pellice avvenne un incontro tra Hansen e i rappresentanti partigiani della zona in cui si stabilì una tregua in base alla quale i partigiani avrebbero potuto operare a monte di Torre Pellice dove i tedeschi e i fascisti non si sarebbero spinti.
Ciononostante a Cumiana e nelle aree circostanti iniziò la guerra civile. Il 9 febbraio gli uomini della "De Vitis" attaccarono un camion con a bordo Marcello Martinasso, segretario del Partito Fascista Repubblicano di Trana, uccidendo tutti e cinque gli uomini a bordo, tra cui un contadino che aveva ottenuto un passaggio, un attentato fallito contro il segretario del PFR era già avvenuto il 14 gennaio precedente. Il 16 febbraio il generale Hansen guidò contro i partigiani un rastrellamento in val Pellice dove era stata proclamata '"L'Italia Libera".
A Cumiana il 28 febbraio, intorno alle 18.30, fu fermato dai partigiani un camion che trasportava degli operai degli stabilimenti FIAT e l'operaio cinquantottenne Giacomo Bacco che era iscritto al Partito Fascista Repubblicano fu ucciso a colpi di moschetto. A Giaveno il commissario del Fascio Renato Soria fu sequestrato il 30 marzo nel Municipio della città e ucciso.

### L'attacco partigiano
Il 30 marzo 1944 una compagnia del 7º Battaglione Milizia Armata o Waffen Miliz fu dislocato all'Istituto Agrario delle Cascine Nuove presso Cumiana per un ciclo di addestramento. Il giorno seguente fu avviato un rastrellamento nell'area circostante che portò al fermo di una settantina di persone, quasi tutte rilasciate il giorno seguente, mentre alcune furono deportate in Germania. L'operazione di rastrellamento si inseriva in una più ampia operazione di contrasto all'attività partigiana che si era esplicitata in azioni di sabotaggio e di attacco ai magazzini per l'ammasso.
Il 1º aprile la Waffen Miliz requisì un automezzo per trasportare a Cumiana i generi alimentari destinati al paese e furono assegnati quaranta militi di scorta. I generi alimentari furono consegnati al salumaio Vittorio Balbo Mussetto e posti sotto la sua responsabilità, ma essendosi quest'ultimo dichiarato impossibilitato ad impedire eventuali sottrazioni da parte dei partigiani la scorta decise di rimanere in città.
Il primo contatto con i partigiani avvenne la notte tra il 31 marzo ed il 1º aprile 1944. Due partigiani diretti all'ammasso di Volvera a bordo di un camion che avevano requisito furono fermati ad un posto di blocco, alle porte del paese, sulla strada per Giaveno, ma grazie alla sorpresa e all'oscurità riuscirono a fuggire attraverso i campi e ad avvisare i compagni acquartierati in alta Val Sangone che la neutralità della città era stata violata. Dopo una breve riunione fra i capi partigiani, fu presa la decisione di sferrare un attacco sotto la guida dei comandanti Nino Criscuolo, Franco Nicoletta e Sergio De Vitis, alla guida di una quarantina di uomini. Intorno alle 11 del mattino essi diedero l'ordine di attaccare e i militi italiani che non avevano creato posti di guardia e si stavano apprestando a ripartire con il camion furono colti di sorpresa. L'attacco avvenne davanti alla salumeria Balbo Mussetto e pur colti di sorpresa, riparandosi dietro all'automezzo, resistettero per circa mezz'ora, ma l'arrivo del resto della squadra partigiana li costrinse alla resa. Un piccolo gruppo di militi sotto la guida di un capitano riuscì a disimpegnarsi ritirandosi per il paese ma alla fine contarono diciotto feriti. Trentadue volontari italiani e due sottufficiali istruttori tedeschi furono fatti prigionieri. Caddero nello scontro il milite Gregorio Ferrati e i partigiani Lillo Moncada e Andrea Gaido.
I prigionieri furono caricati sul camion e portati prima a Giaveno e in seguito a Forno di Coazze.
Poche ore dopo, alle 14 giunse in paese il 7º Battaglione Milizia Armata che iniziò a rastrellare Cumiana, trattenendo in ostaggio un centocinquanta uomini di età compresa tra i quindici e i settantacinque, e dopo averle evacuate, diede fuoco con i lanciafiamme alle tre case da cui era partito l'attacco nella Piazza Vecchia in via Domenico Berti. Altre case situate sulla piazza furono incendiate più tardi.

### La trattativa e la strage
In assenza del podestà Giuseppe Durando, trasferitosi a Torino alcune settimane prima a seguito di una aggressione subita da parte dei partigiani, i tentativi di mediazione vennero affidati al curato del paese, don Felice Pozzo e al medico, Michelangelo Ferrero. Gli ufficiali tedeschi che comandavano il battaglione, fra i quali il tenente Anton Renninger, stabilirono le condizioni per ottenere lo scambio di prigionieri, ovvero la liberazione di tutti i prigionieri e la restituzione del camion e dell'armamento individuale.
Pozzo e Ferrero fecero la spola per ben cinque volte tra Cumiana e il Forno di Coazze, in Val Sangone, sede delle formazioni partigiane ma le trattative si rivelarono complesse, innanzitutto poiché essendo i partigiani privi di un comando unitario si rendeva necessaria una decisione collegiale e inoltre si preferiva utilizzare i prigionieri per ottenere la liberazione di altri partigiani catturati nei mesi precedenti. Si decise pertanto di allungare le trattative chiedendo invece la liberazione di un egual numero di partigiani detenuti a Torino al posto dei civili di Cumiana. Il giovane ex ufficiale dei carristi il tenente Giulio Nicoletta raccontò poi: "All'inizio pensavamo che l'ultimatum tedesco fosse un'intimidazione, non una minaccia reale e che dovessimo a nostra volta dimostrarci fermi e determinati... Tra l'altro i tedeschi avevano chiesto la restituzione immediata, ma non avevano fissato un'ora limite, il che ci faceva pensare che volessero aprire una trattativa vera".
Il mattino del 3 aprile le controproposte partigiane furono comunicate agli ufficiali presenti a Cumiana ma i tedeschi le respinsero replicando che non si accettavano mediazioni e fissando come termine per l'ultimatum le ore 18 dello stesso giorno. Nel pomeriggio del 3 aprile, dopo vari incontri tra i capi partigiani, si giunse ad una drammatica votazione in cui prevalse la risoluzione favorevole allo scambio, avanzata con decisione proprio da Giulio Nicoletta, futuro comandante di tutte le formazioni della valle.
Il 3 aprile alle 16.30 incominciò la strage. Tra i civili presi in ostaggio e trattenuti nella stalla delle Cascine Nuove - una scuola di missionari salesiani a sette chilometri dal paese dove le SS del 7º battaglione avevano posto già da alcune settimane il loro quartiere - furono scelti cinquantotto uomini destinati alla fucilazione. Incolonnati sotto forte scorta, essi furono dapprima condotti in paese e poi sul luogo dell'esecuzione, la cascina Riva di Caia, a trecento metri dalle ultime case di Cumiana. Delle esecuzioni furono incaricati i militi italiani che però si rifiutarono di eseguire l'ordine allora un sottufficiale tedesco, ingerito del cognac, Richard Rokita procede direttamente a gran parte delle uccisioni. Le esecuzioni avvennero con le modalità adottate in molte simili casi: le vittime, tre alla volta, furono giustiziate con un colpo alla testa.
Dopo i primi spari, esplosi dietro l'angolo del cascinale, gli ostaggi cercarono disperatamente di fuggire, ma furono falciati dalle mitragliatrici poste attorno al luogo. Sette uomini scamparono grazie ad una serie di circostanze fortuite: chi come il maestro Losano per merito di poche parole in tedesco imparate in quei giorni, chi perché graziato all'ultimo momento. Un altro fu graziato perché l'arma del maresciallo tedesco incaricato della fucilazione si inceppò. Un altro ancora per essersi nascosto fino a tarda notte nel mucchio di cadaveri, per poi allontanarsi di corsa in un momento in cui la sorveglianza si era allentata.
La delegazione formata dallo stesso Giulio Nicoletta, dal curato e dal medico, giunse a Cumiana alle 18.30 a ultimatum già scaduto e quando ormai la strage era già avvenuta. La notizia fu portata nella Trattoria della stazione, luogo scelto per l'incontro con gli ufficiali tedeschi dal sottotenente Anton Renninger. Ci fu uno rabbioso scambio di accuse, ma, nonostante il tragico esito, le trattative furono tenute in piedi e si decise di proseguirle il giorno successivo.
Il difficile negoziato fu trasferito a Pinerolo, sede del comando SS dove Nicoletta, insieme a Eugenio Fassino, giunse sotto scorta. Il generale Peter Hansen, comandante di tutti i volontari italiani arruolati nelle SS aderì allo scambio degli ostaggi e fece intendere di essere molto contrariato da quanto era accaduto a Cumiana e per non aver potuto impedire la strage ma rinfacciò ai partigiani la violazione della zona neutra che era stata concordata. I delegati partigiani ebbero la sensazione che la strage fosse avvenuta senza ordini specifici e avallata a posteriori
Fu stabilito che Cumiana divenisse zona neutra e lo scambio degli ostaggi e la restituzione delle armi avvenne senza incidenti il 5 aprile 1944 e il giorno seguente la città fu abbandonata da tutti i reparti e il 7º Battaglione Milizia Armata fece rientro a Torino.

### Gli avvenimenti successivi
A guerra finita, il 3 maggio 1945, una squadra SAP rintracciò l'ex podestà Giuseppe Durando a casa sua, a Torino e costretto a rientrare a Cumiana. Lungo il viaggio fu costretto a farsi appendere un cartello al collo su cui era stato scritto: "Sono un criminale di guerra", e portato in giro nei paesi vicini sul cassone di un camion, per poi giungere a Cumiana. Nonostante non avesse alcuna responsabilità nella strage avvenuta l'anno prima in città fu trascinato fino alla piazza principale dove fu a lungo seviziato con forbici taglienti. Con difficoltà fu sottratto alla folla nel tentativo di salvarlo e portato in ospedale ma poco più tardi, già agonizzante, l'ex podestà fu tratto dal piccolo ospedale e portato nel piazzale di fronte al cimitero, sul greto del torrente Chisola dove venne finito con una scarica di mitra.

### La riapertura del caso
Il tenente Anton Renninger invece fu rintracciato nel 1998 in Germania, a Erlangen (vicino a Norimberga) dove era vissuto tranquillamente fino ad allora. Il caso era stato riaperto dopo un'inchiesta di Alberto Custodero, giornalista torinese de La Repubblica. Incriminato dal tribunale militare di Torino, Renninger non si presentò al processo e morì nell'aprile del 2000, dopo poche udienze preliminari ponendo così fine al processo. L'avvocato della difesa Ennio Galasso aveva intanto reperito documenti che dimostravano che Renninger non era presente a Cumiana il giorno della strage.